# Turka tridentatus
Turka tridentatus är en tvåvingeart som först beskrevs av Friedrich Hermann Loew 1871.  Turka tridentatus ingår i släktet Turka och familjen rovflugor. Inga underarter finns listade i Catalogue of Life.